# Лоренцо Берніні
Лоре́нцо Берні́ні або Джова́нні Лоре́нцо Берні́ні (Джан Лоренцо Берніні; італ. Giovanni Lorenzo Bernini; 7 грудня 1598, Неаполь, Неаполітанське королівство — 28 листопада 1680, Рим, Папська область) — італійський архітектор і скульптор. В архітектурі і скульптурі Берніні, найбільшого майстра римського і всього італійського бароко, яскраво втілилися головні принципи цього стилю: підвищена емоційність, театральність, активна протидія простору і маси, поєднання релігійної афектації з підкресленою чуттєвістю.

## Життєпис
Родина Берніні походить з Тоскани. Але батька запросили на роботи в Неаполь. І майбутній уславлений скульптор народився в Неаполі. Навчався у батька — скульптора П'єтро Берніні (1562—1629), представника стилю маньєризм. Батько з сином перебралися в Рим, де починали як майстри по створенню регулярних садів. Декілька обставин досить вигідно склалися на користь Лоренцо та його батька, і вони вдало ними скористалися.
Саме батько і син Берніні працювали по створенню саду Вілли-Боргезе у Фраскатті, якою володів Шипіоне Боргезе, племінник папи римського і найвпливовіший з меценатів тогочасного Риму. Помітивши яскраві здібності у Лоренцо, хвацький кардинал стає його меценатом і патроном. Патронаж кардинала був офіційним прикриттям для меценатства і самого папи римського.
Перші скульптурні твори Лоренцо вказують на вивчення ним скульптур доби еллінізму з незначними впливами маньєризму. Окрім тематичних статуй, Лоренцо робив і портрети — погруддя. У віці 22 роки він створив погруддя папи римського Павла V, що було надзвичайно відповідальним завданням. Погруддя сподобалось. І кар'єра Лоренцо швидко пішла вгору.

## Вимоги могутніх меценатів

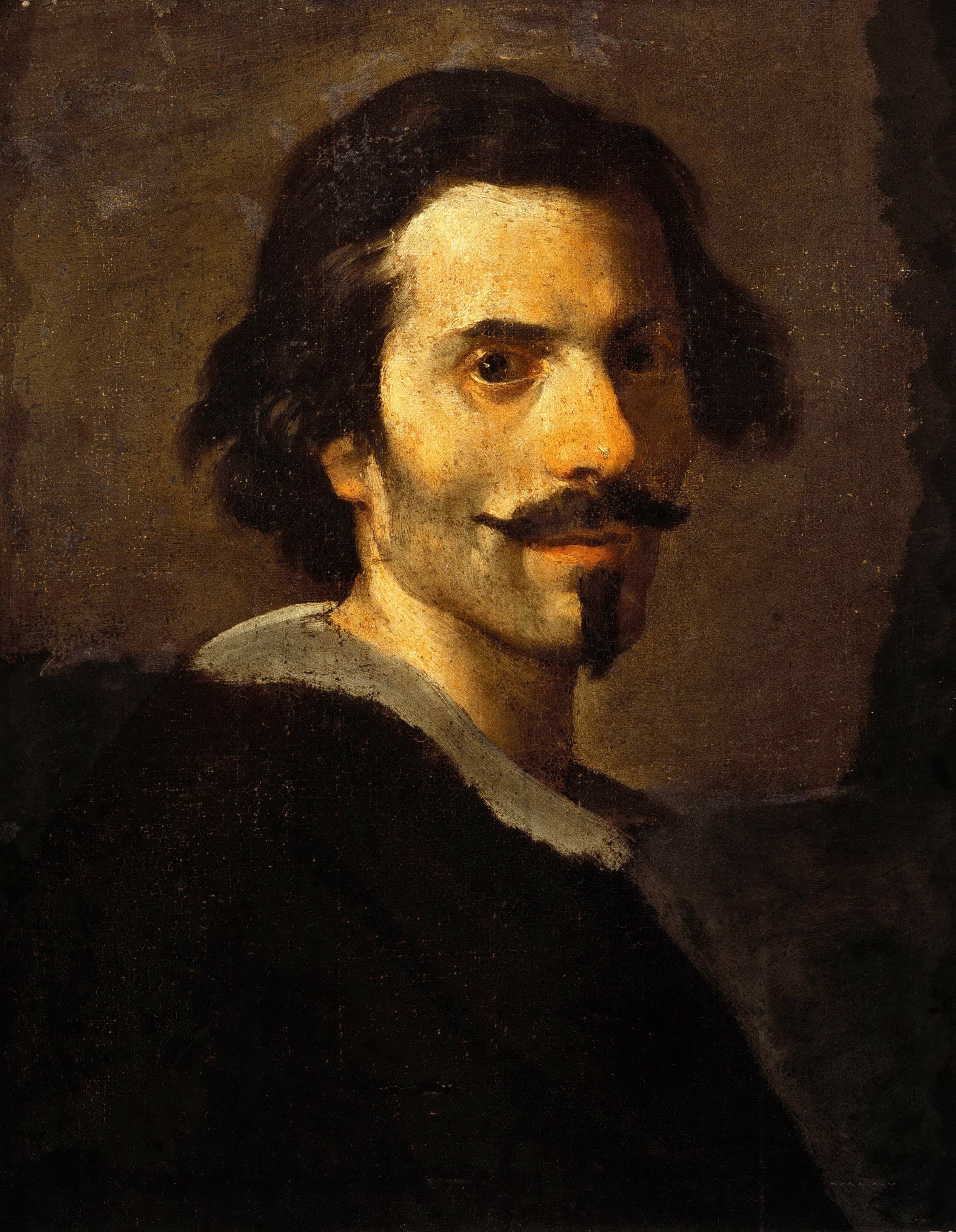
Автопортрет, Галерея Боргезе

Слава попередніх пап-меценатів була добре відома в Римі. Могутні меценатські традиції були могутньо ж підтримані і родинами Боргезе, і Альдобрандіні, і Барберіні в 17 столітті. Папи вимагали, аби Лоренцо робив не тільки скульптури, а й малював картини і займався архітектурою, як колись Мікеланджело. Бажання папи було законом — і примушений Лоренцо брався за живопис, до якого не дуже лежала його душа, і за архітектуру, де він так і залишився віртуозним дилетантом, аматором, на відміну від багато обдарованого і могутнього фахівця архітектора Франческо Борроміні (1599—1667).

## Берніні та Борроміні— різні генії
Престижне місце папського архітектора і скульптора цілком влаштовувало Берніні. Але він як ніхто відчував значущість і віртуозну майстерність Франческо Борроміні. Це особливо виявилось при проєктуванні палацу Барберіні, принципово нового для Риму за функціями і плануванням. Тоді Берніні узяв на себе роль керівника проєкту, що задав напрям, програму побудови і тихо віддав усі розрахунки і складне практичне виконання віртуозу Борроміні. Архітектор Карло Мадерно, художник П'єтро да Кортона доробляли проєкт за вказівками дилетанта Берніні. Слава тоді дісталась Лоренцо Берніні. Але історики вивели з мряки геніального архітектора Борроміні, якому при житті вдалося побудувати дуже мало через перешкоди, заздрість і бажання знищити талановитого конкурента. Берніні і Борроміні — різні генії.

## Новий папа Урбан VIII
Місце головного папського майстра Лоренцо Берніні утримав і при новому папі, яким став Урбан VIII. Довгий понтифікат папи — 1623—1644 — дав змогу надзвичайно повно розкрити здібності талановитого Берніні як у скульптурі, так і в архітектурі. Про це добре відомо з джерел. Через надзвичайну завантаженість монументальним мистецтвом Берніні облишив живопис.

## Кар'єра
Провал в кар'єрі Берніні припав на роки понтифікату папи римського Іннокентія Х (1644—1655). Папа не бажав бути меценатом і патроном Берніні. Той перестав бути папським обранцем, покинув папський палац, але не перестав бути геніальним скульптором. Саме в ці роки від доробив надгробок померлого папи Урбана VIII, а за замовою венеціанського кардинала Федеріко Корнаро — створив «Екстаз святої Терези».
Берніні повернув собі місце мистецького диктатора при папі римському Олександрі VII, що мало нагадував і Урбана, і Іннокентія.
Попереду віртуозні, але холодно парадні погруддя короля Франції, герцога д'Есте, нездійснена добудова до палацу Лувр і смерть в Римі. Його могила в римській церкві Санта Марія Маджоре.

## Скульптор
В широких масштабах і з високою майстерністю Берніні вирішував проблему синтезу пластичних мистецтв. Створюючи інтер'єри, пишно прикрашені скульптурою (інтер'єри собору Святого Петра з кафедрою святого Петра, 1657–1666, і інших церков), а також самостійні скульптурні твори, Берніні живописно поєднує різні матеріали (білий і кольоровий мармур, бронзу стукко), використовує розфарбовування, позолоту, світлові ефекти. Ковзання відблисків, контрастна гра світла і тіні створюють відчуття нервового піднесення. Під впливом простору скульптурні форми знаходять живописну текучість, а в інших випадках вони володіють власною утрируваною динамікою, неспокійно вириваючись в простір. Віртуозно обробляючи і поліруючи мармур, Берніні добивався майже натуралістичних ефектів — імітації блиску і м'якості шкіри, фактури тканини. Чуттєвість і натхненність в творах Берніні нерідко зливаються, переходячи в містичну екзальтацію («Екстаз святої Терези», мармур, 1644—1652, капела Корнаро церкви Санта Марія делла Вітторіа Рим).
Почавши свою скульптурну творчість із статуй і двохфігурних композицій («Давид», мармур, 1623, «Аполлон і Дафна», мармур, 1622—1625, — в Музеї і галереї Боргезе Рим), Берніні виступає надалі і як майстер скульптурного портрета, що гостро виявляє індивідуальність моделі, складний образ, що створює психологічно, в його мінливості і становленні (бюст Шипіоне Боргезе, мармур, 1632, Музей і галерея Боргезе; бюст Констанци Буонареллі, мармур, близько 1635, Національний музей, Флоренція).
Поступово в портретах Берніні посилюються зовнішня патетика, імпозантність, що приводить до формування закінченого типу парадного портрета, бароко з його бравурністю і пишнотою (виконаний Берніні в 1665 під час поїздки до Франції портрет Людовика XIV, мармур, Національний музей Версаля). Берніні створив також тип барочної гробниці з великою кількістю алегоричних фігур (надгробок папи римського Урбана VIII в соборі святого Петра в Римі, бронза і кольоровий мармур, 1639—1646).

## Галерея

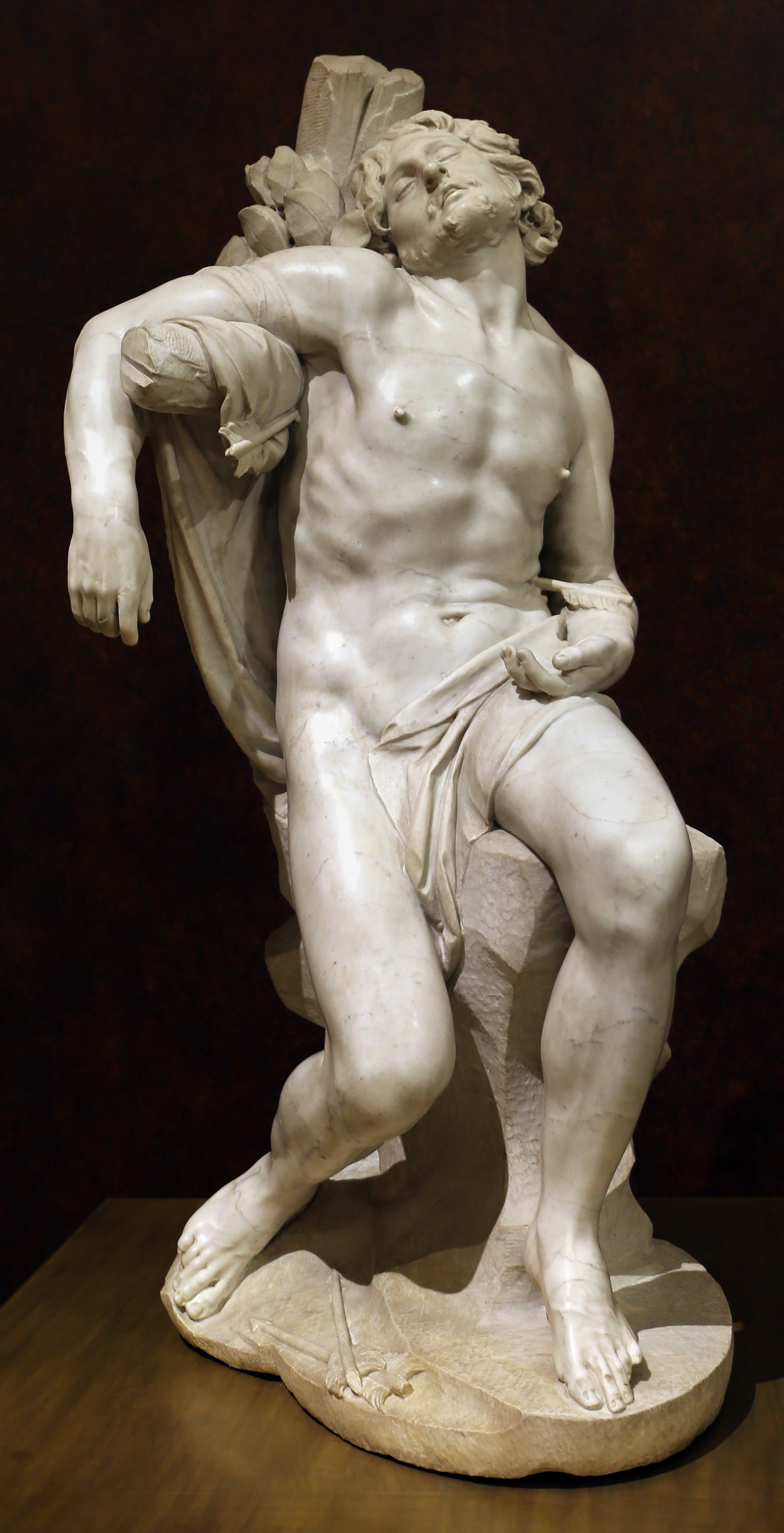
«Святий Севастіан», 1617, музей Тіссен-Борнемісса, Мадрид
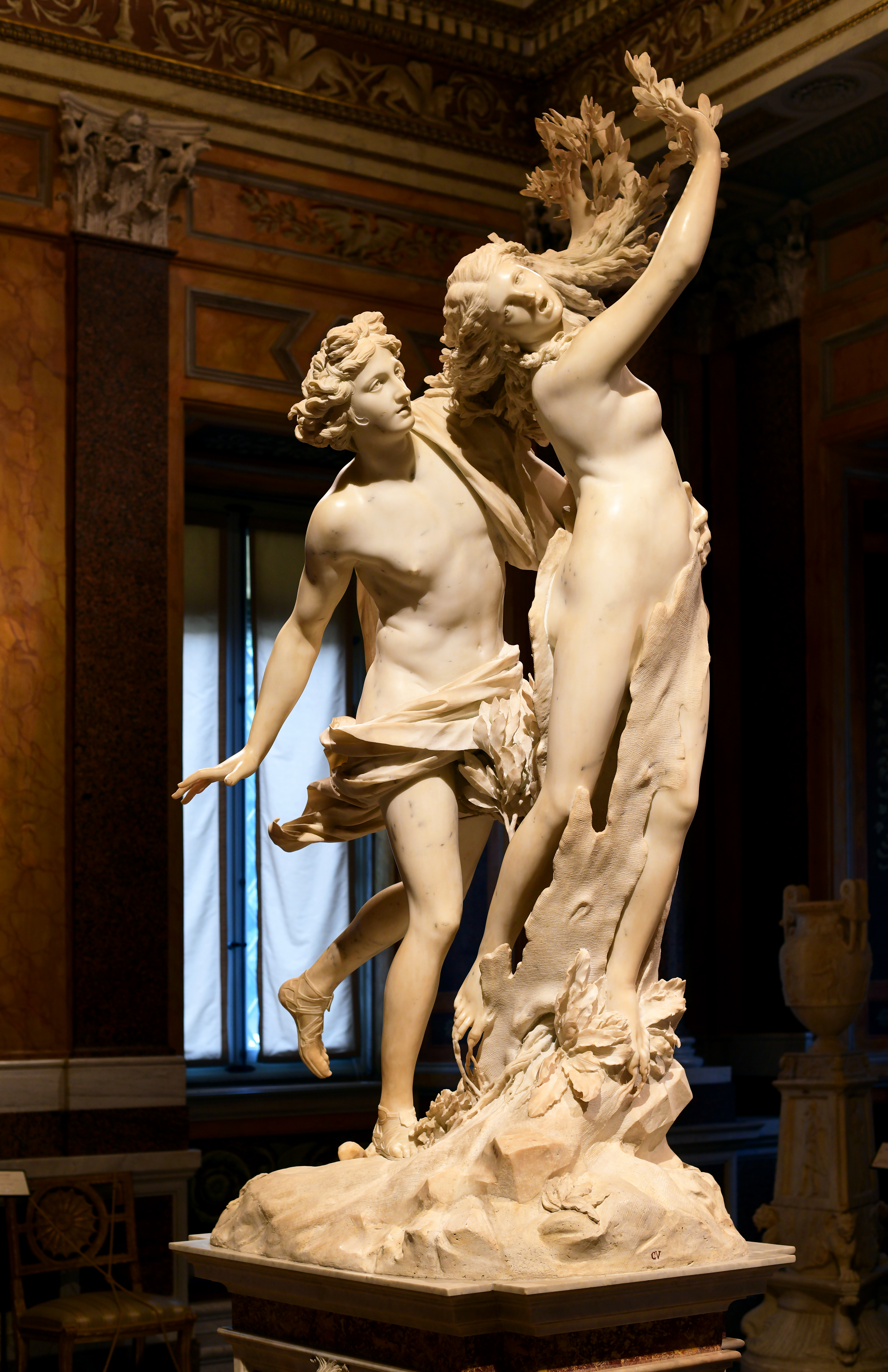
«Аполлон і Дафна», класична барокова композиція, Галерея Боргезе, Рим, Італія
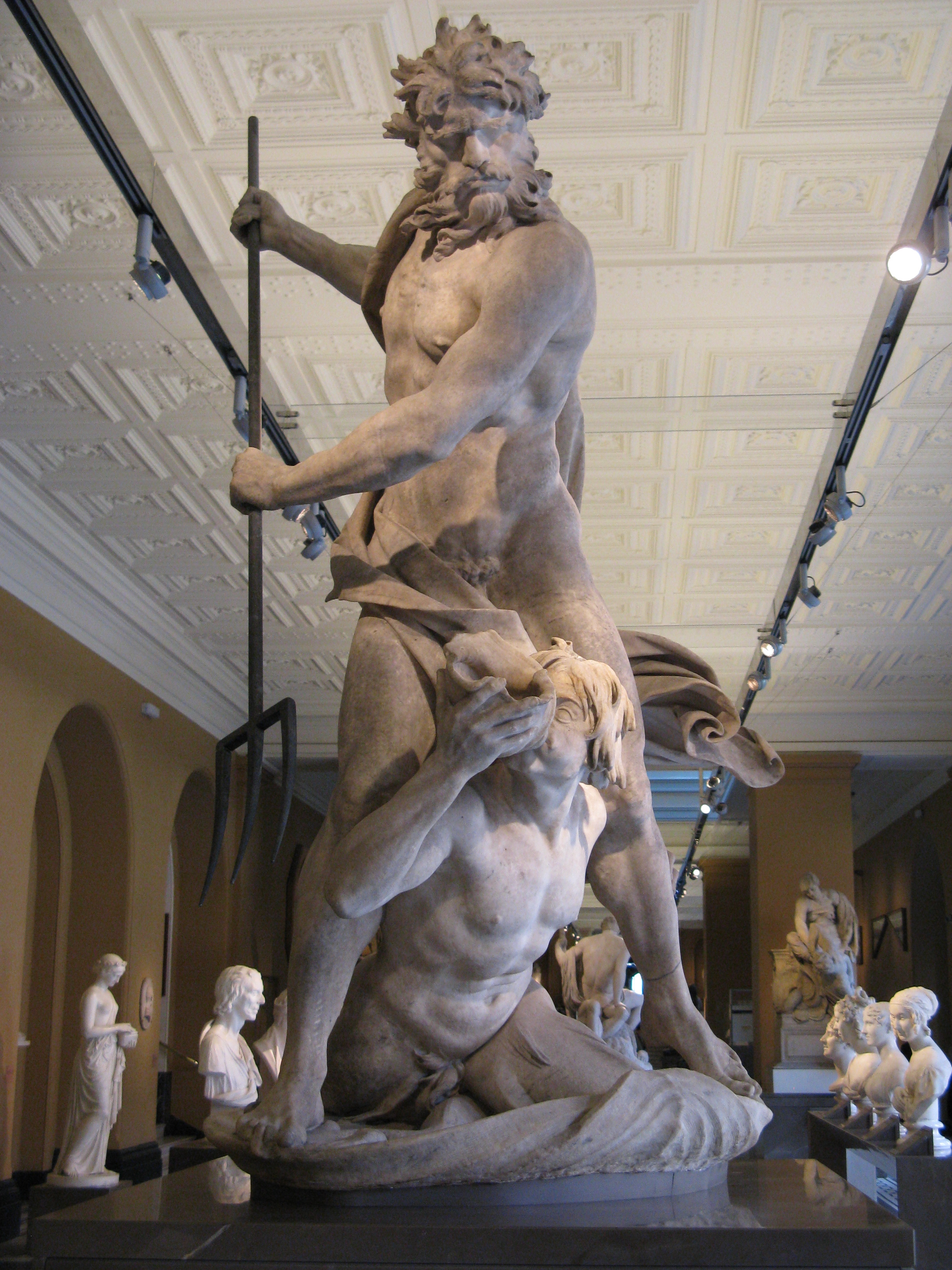
Нептун і Тритон[en], Музей Вікторії та Альберта, Лондон
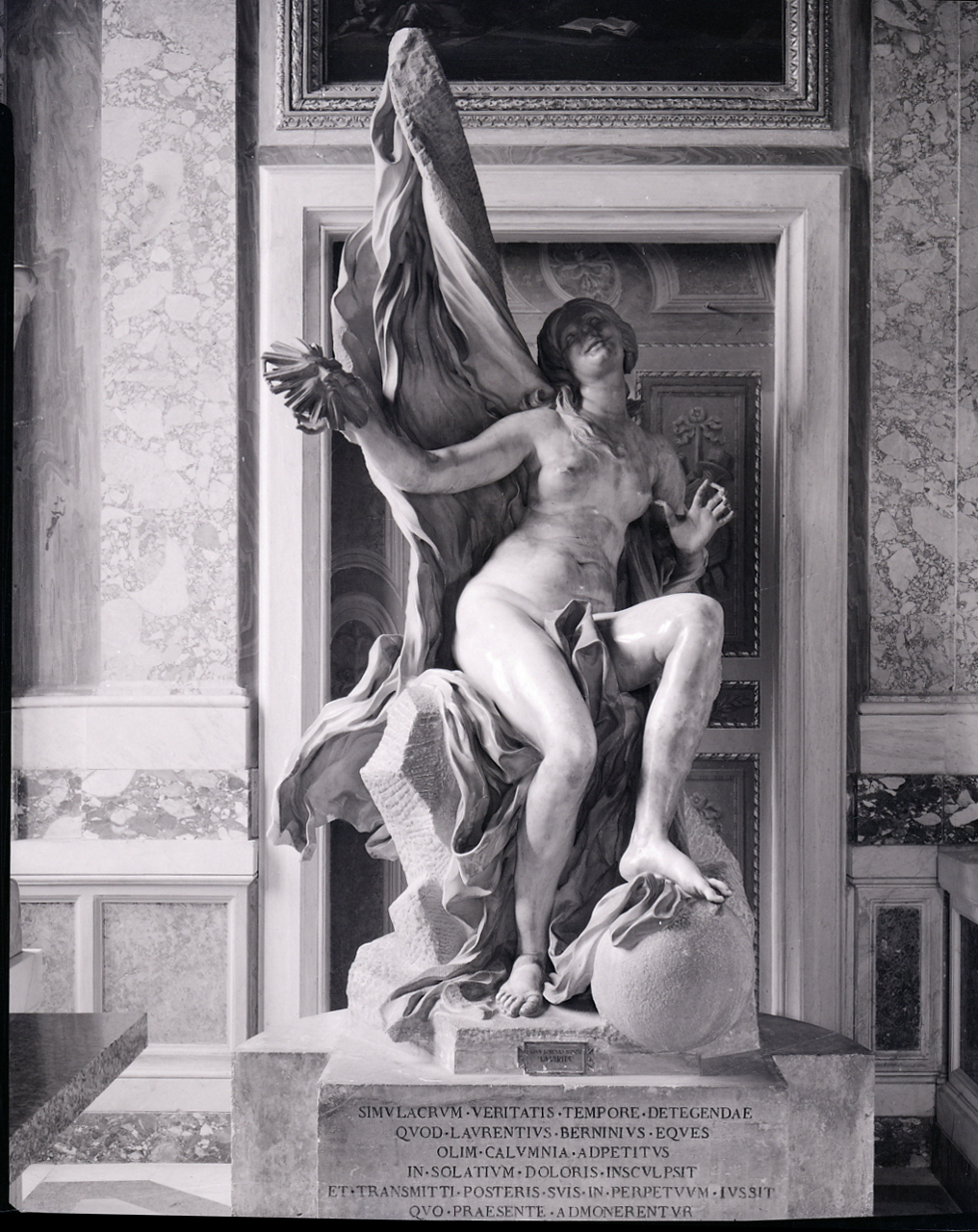
«Правда, яку відкриє плин часу». Фото Паоло Монті
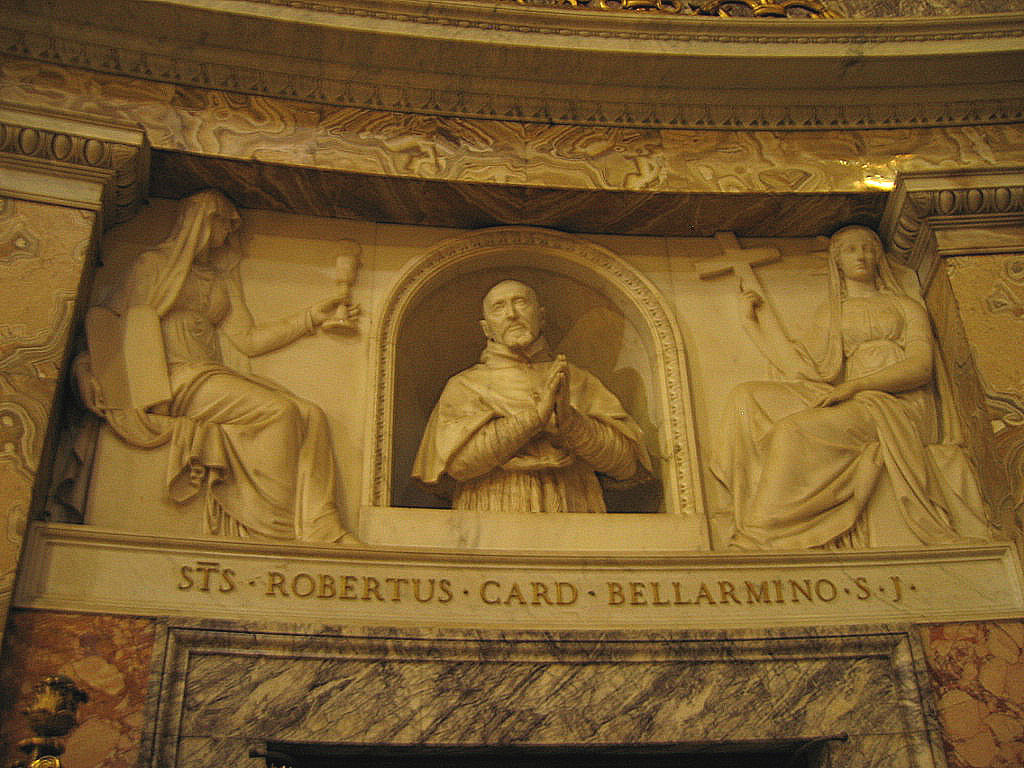
Монумент кардинала Роберто Беларміно у Іль-Джезу
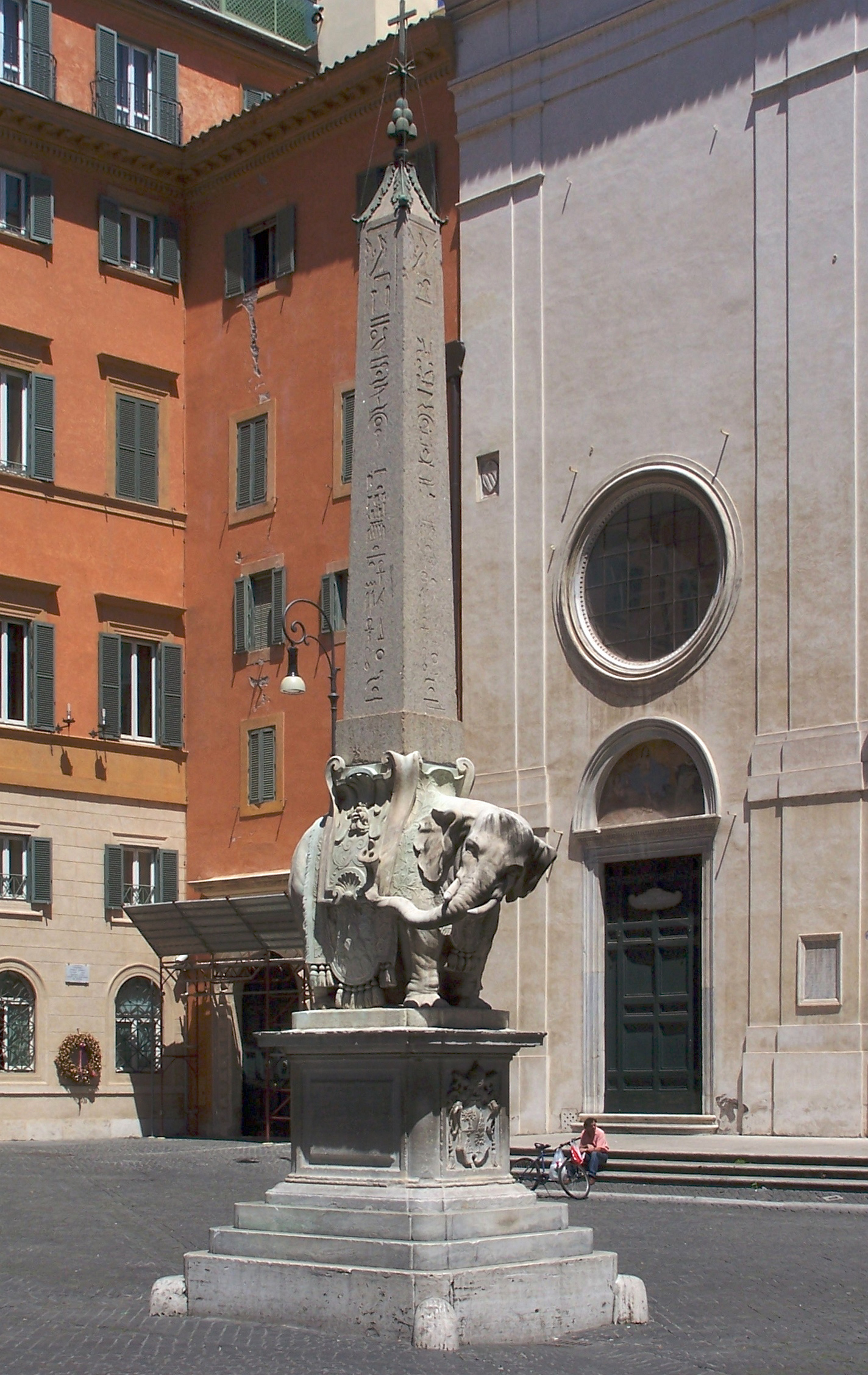
Слон Берніні перед Санта Марія сопра Мінерва
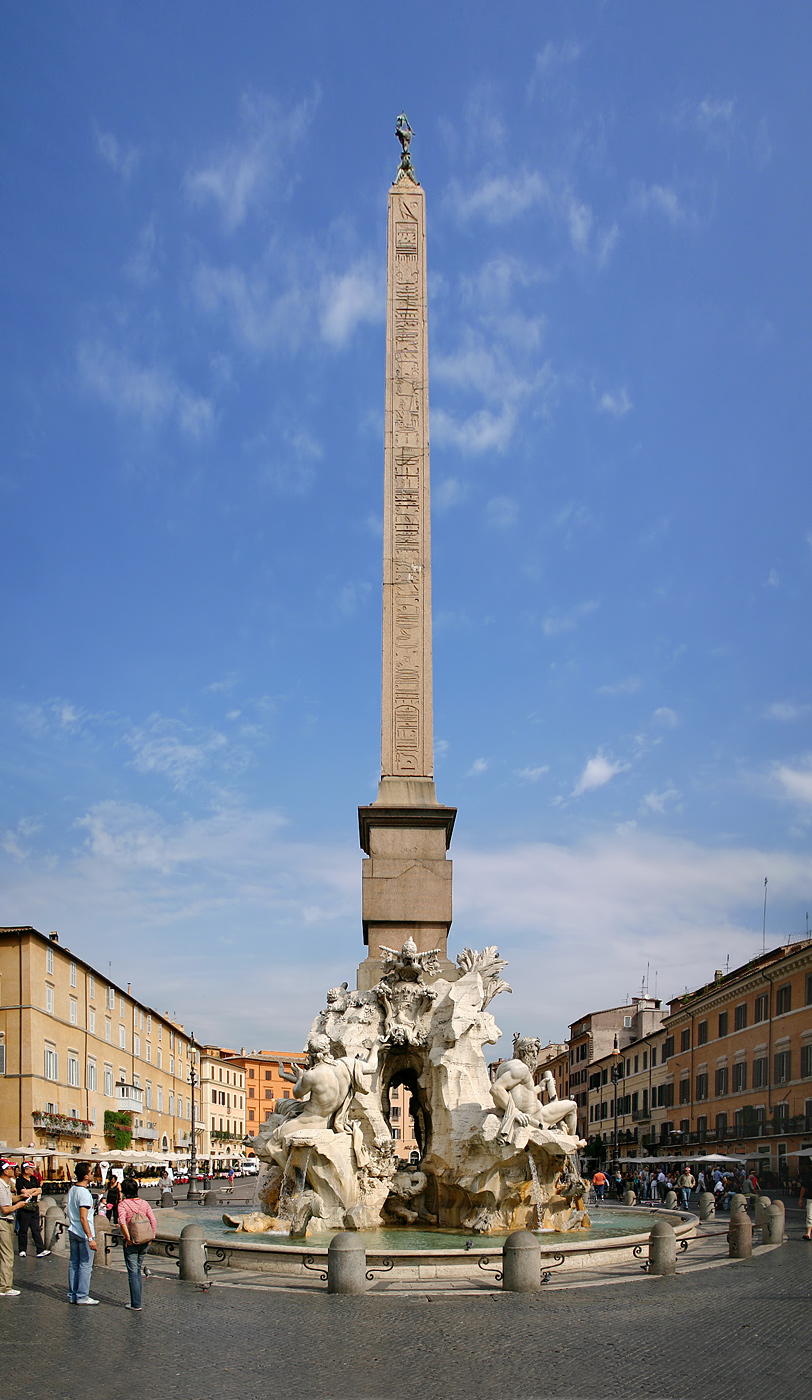
Фонтан чотирьох річок на П'яцца Навона
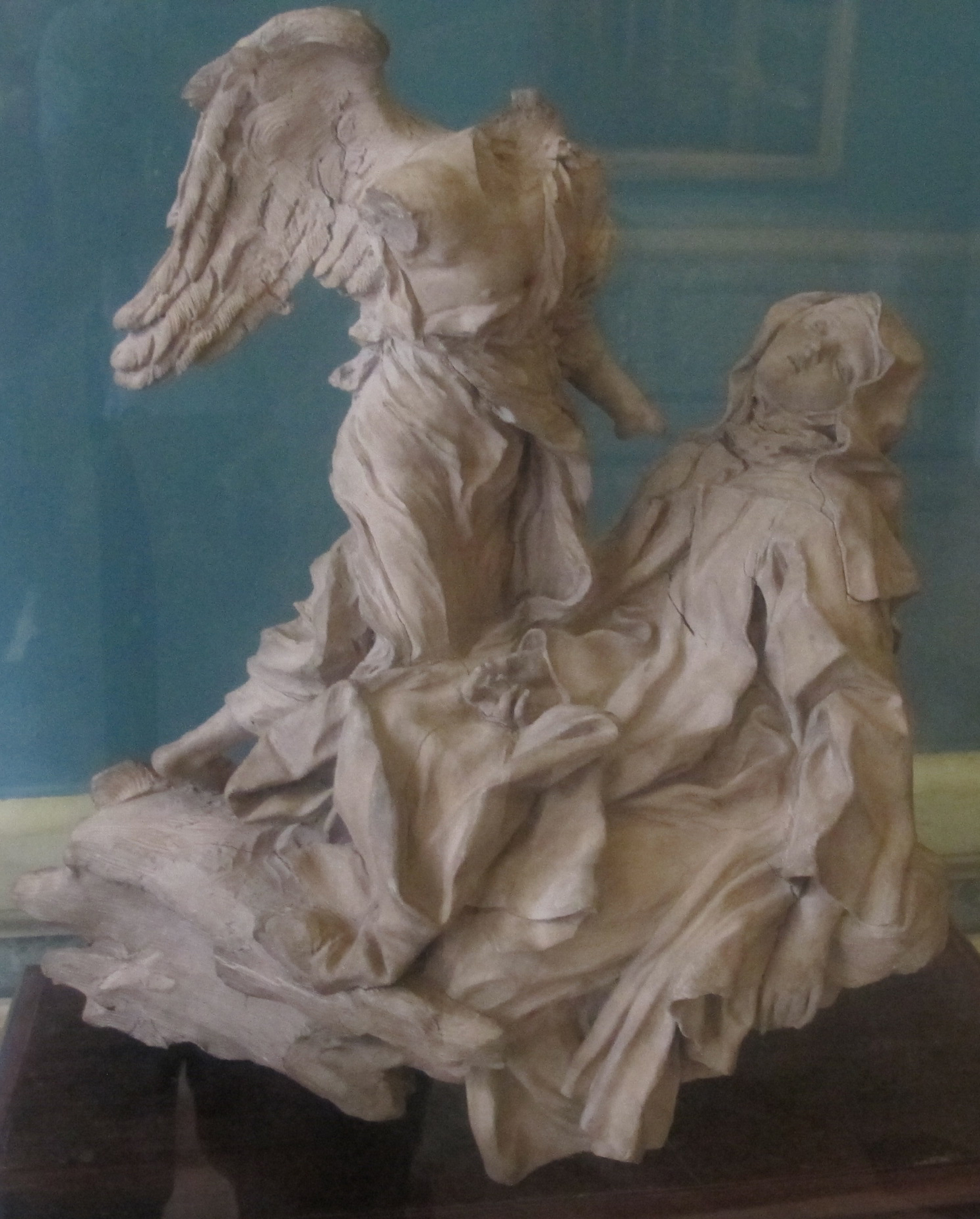
Екстаз святої Терези (боцетто), теракота
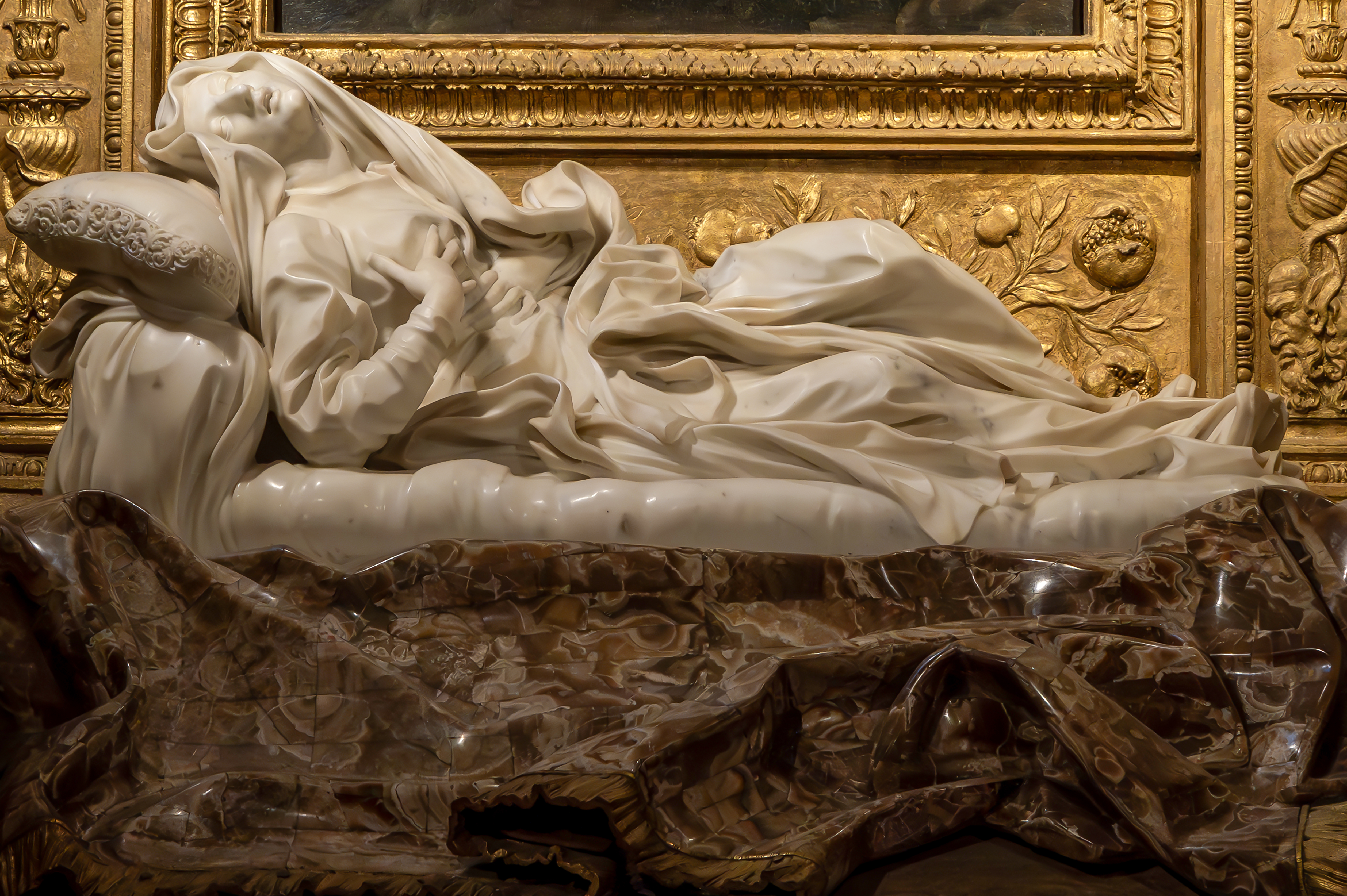
Екстаз Людовіки Альбертоні, 1671-1674
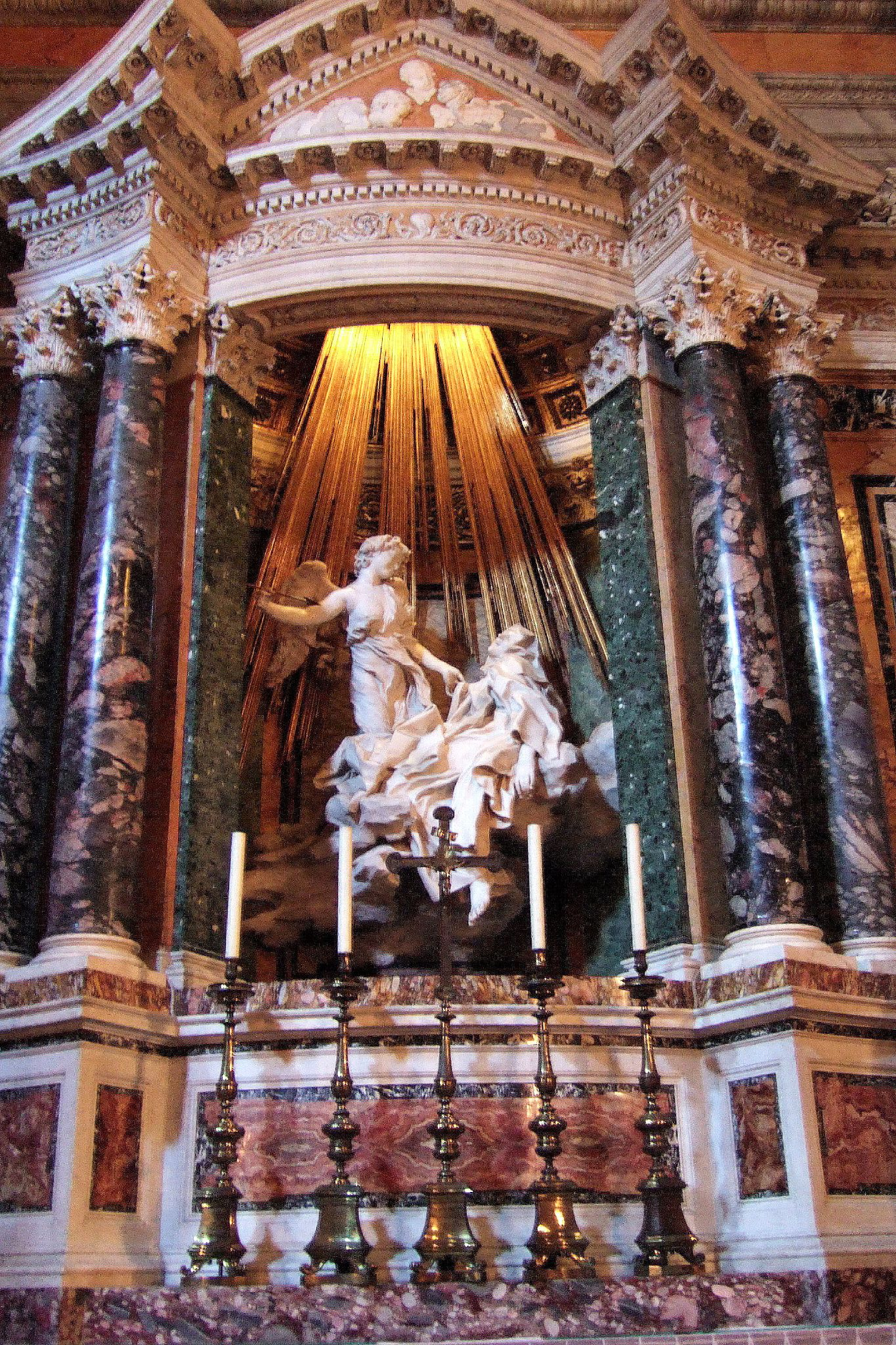
«Екстаз святої Терези» у Санта Марія делла Вітторіа
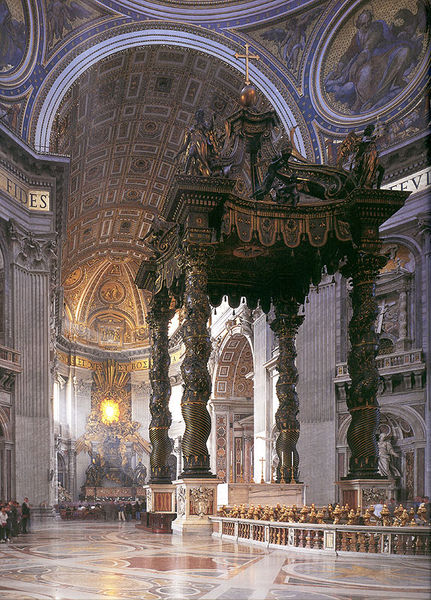
Балдахін Святого Петра у соборі святого Петра
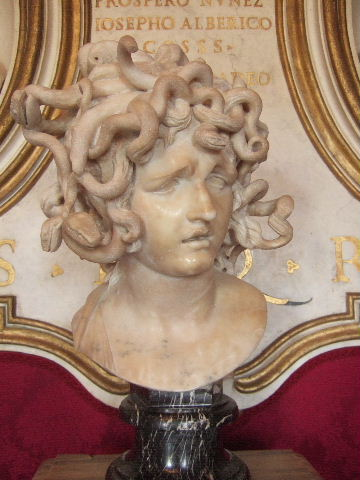
Медуза (Капітолійські музеї)
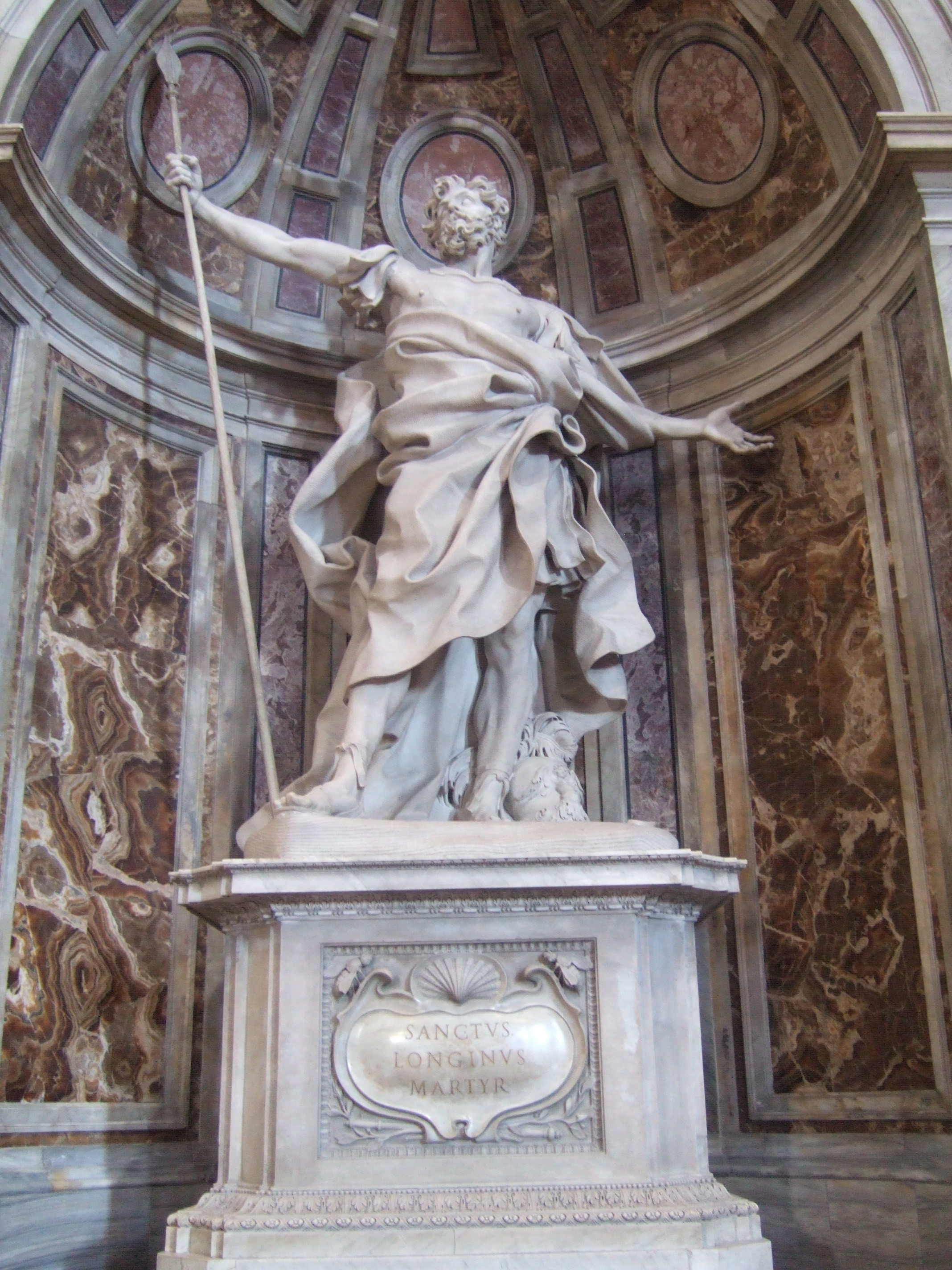
Святий Лонгін у соборі святого Петра
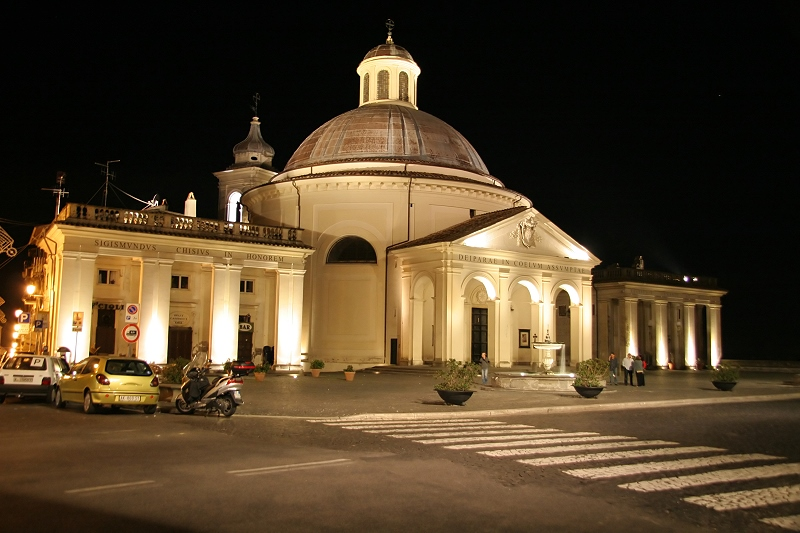
Церква Санта Марія Асунта у Аричча
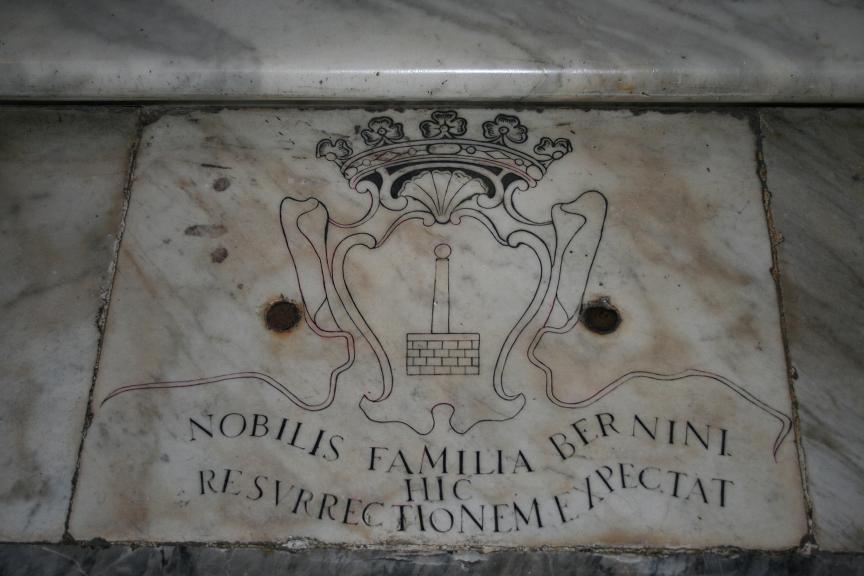
Надгробок Берніні у Базиліці Санта-Марія-Маджоре, Рим

## Архітектор

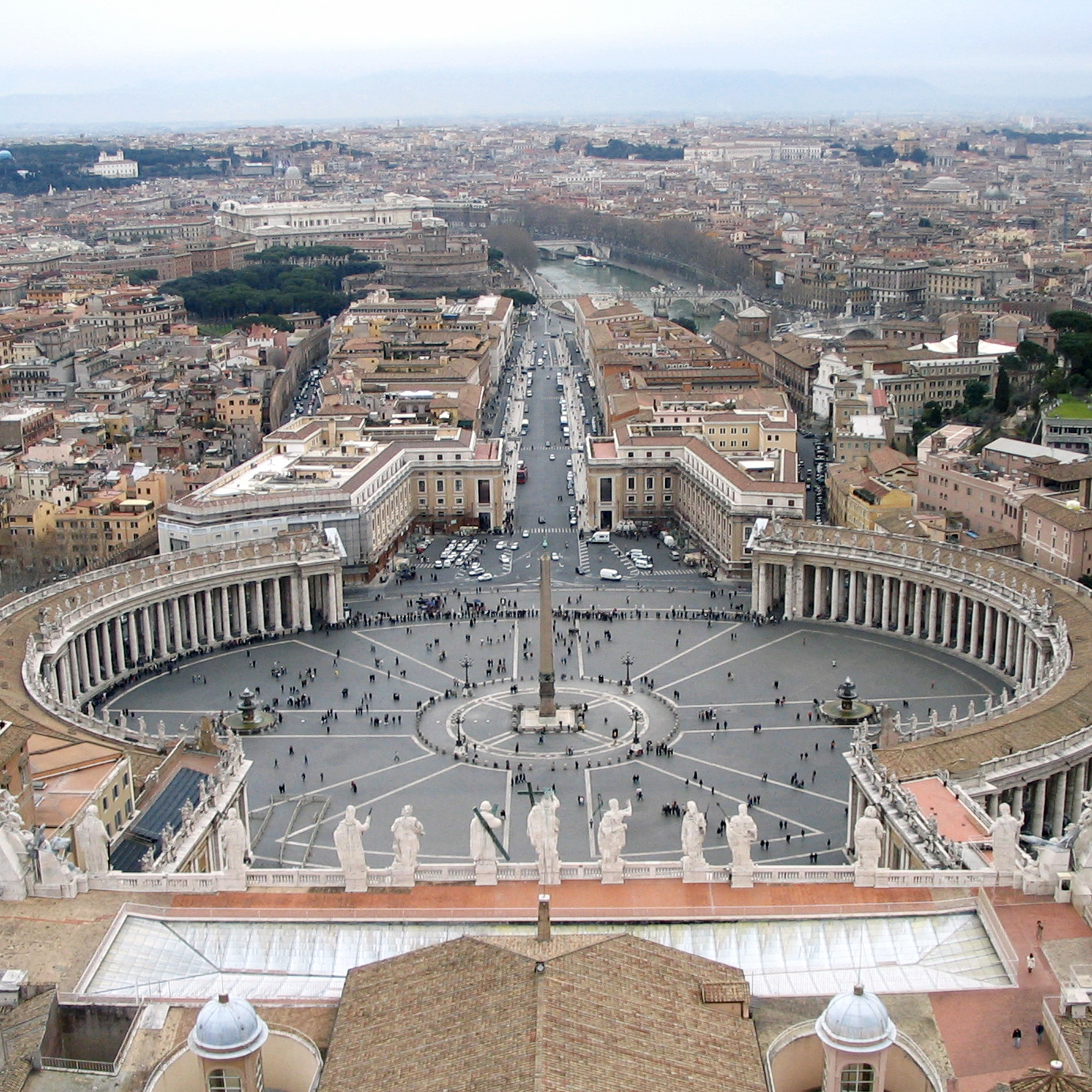
Площа Святого Петра, планування якої під керівництвом Папи Олександра VII, здійснив Берніні у період 1656–1667

Свою архітектурну діяльність (будував тільки в Римі) Берніні почав із створення балдахіна Святого Петра з витими колонами в соборі святого Петра (бронза, 1624–1633); повністю особливості його манери виявилися в 1650-60-х рр. Пластичність і динамізм, своєрідний ілюзіонізм додають архітектурі Берніні урочистість і величність. Головне творіння Берніні — грандіозний ансамбль площі святого Петра (1657—1663). Овальна площа з двома фонтанами і обеліском охоплена могутніми 4-рядними колонадами, владно організуючими простір, і перетворена на величезний атріум перед собором, до якого веде урочистий багатоступінчатий підйом. Прямолінійні ділянки колонад, що примикають до собору під гострим кутом, створюють ефект зорового збільшення висоти фасаду при погляді на собор здалека. Динамічна форма овалу, безперервна мінливість кривизни є головним мотивом і в композиції церкви Сант Андреа аль Квірінале (1653—1658), де фасад і інтер'єр будуються на контрастах опуклих і ввігнутих форм; їх протистоянням досягається загальне враження напруженої рівноваги всіх частин будівлі, цілісності архітектурного образу.
Берніні часто вдається до прийомів штучної перспективи (наприклад, поступово зменшує колони парадних сходів Скала Реджа у Ватикані, 1663-66, щоб візуально возвеличити фігуру папи в момент його появи на верхньому майданчику). Берніні зіграв важливу роль у формуванні архітектурної зовнішності Риму (декоративно-ефектні фонтани — Тритона на Пьяцца Барберіні, 1637, Чотирьох річок на П'яцца Навона, 1648-51, і ін.).
Творчість Берніні, що вражала його сучасників грандіозністю задумів і сміливістю їх здійснення, зробила великий вплив на все європейське мистецтво XVII—XVIII ст.
На честь Берніні названий кратер на Меркурії.

## Родина Лоренцо Берніні
1639 року Лоренцо Берніні пошлюбився з Катериною Тецио, донькою римського нотаріуса. Катерина Терцио не мала значного посагу, але була зовнішньо приваблива. Вона померла на сім років раніше за чоловіка. Вони прожили разом 33 роки. Дружина народила 11 дітей. Діти Лоренцо Берніні не успадкували здібностей батька. Другорядним скульптором став лише Паоло Валентино, що працював помічником в майстерні батька.

## Архітектори і скульптори-помічники Берніні
За часів понтифіката папи римського Урбана VIII Лоренцо Берніні отримав посаду керівника великої художньо-будівельної майстерні, де працювала армія архітекторів, скульпторів, ливарників з бронзи, скульпторів-декораторів, інженерів фонтанної справи, різьбярів з дерева, майстрів визолочення, бригади простих будівельників і вантажників. Берніні часто обмежувався ідеєю, розробкою малюнка майбутнього твору, фактично дизайнерським рішенням. Якщо починав працювати над черговою скульптурою, то доопрацювання робили численні скульптори-помічники майстерні. Серед них —
- Антоніо Раджи (1624—1686)
- Франческо Баратта старший (1590—1666)
- Філіппо Пароді (1630 — 22.7. 1702)
- Козімо Фанчеллі (бл. 1620 — 3.4.1688)
- Джакомо Антоніо Фанчеллі (1619—1671)
- Джуліано Фінеллі (Giuliano Finelli 1601—1653)
- Паоло Валентино Берніні, син скульптора
- Джузеппе Маццуолі (1644—1725)
- Маттео Бонучеллі
- Джуліо Картарі (1645 ? — ?)
- Камілло Русконі (1658—1728)
- Карло Фонтана (1638—1714), архітектор і скульптор

## Портрети-погруддя роботи Берніні і його майстерні

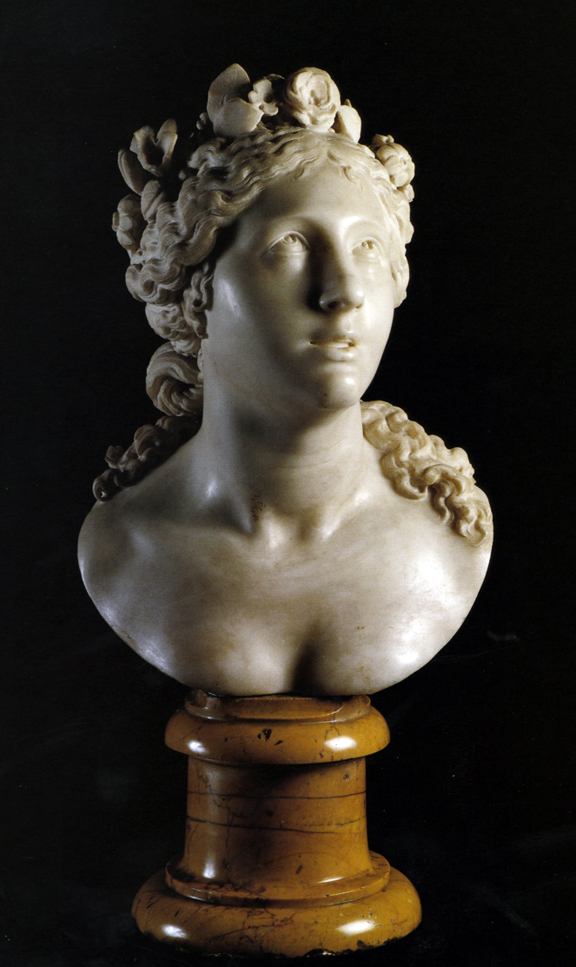
«Блаженна душа», 1619, Палаццо ді Спанья, Рим
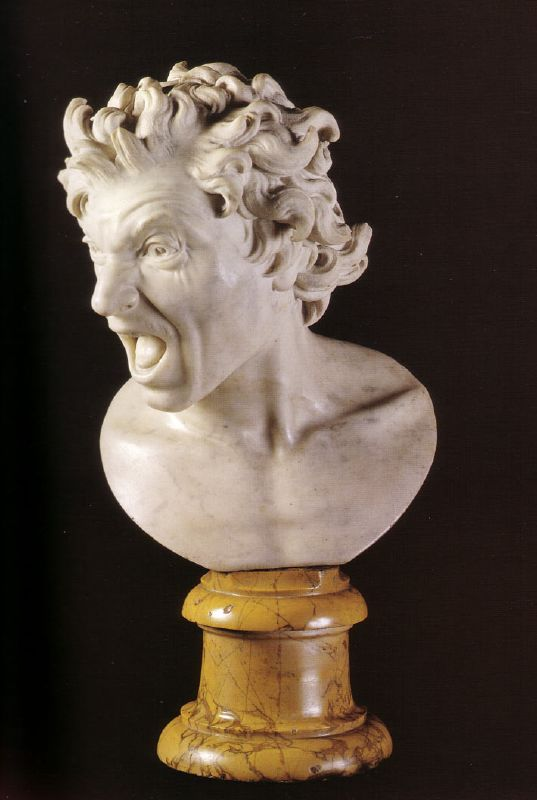
«Проклята душа», 1619, Палаццо ді Спанья, Рим
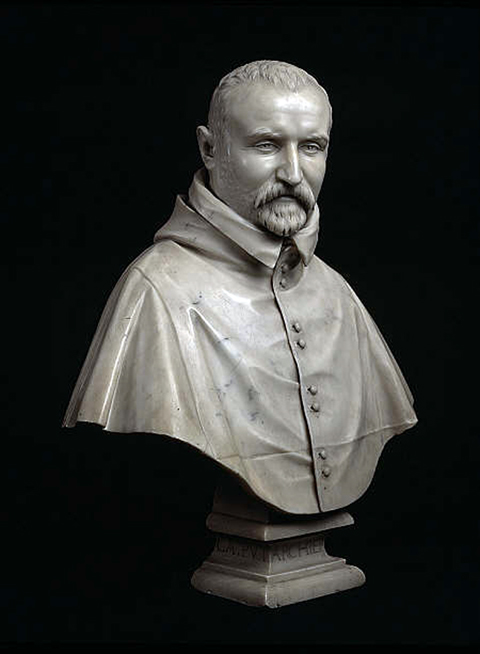
Погруддя Карло Антоніо дель Поццо, 1622, Національна галерея Шотландії, Единбург
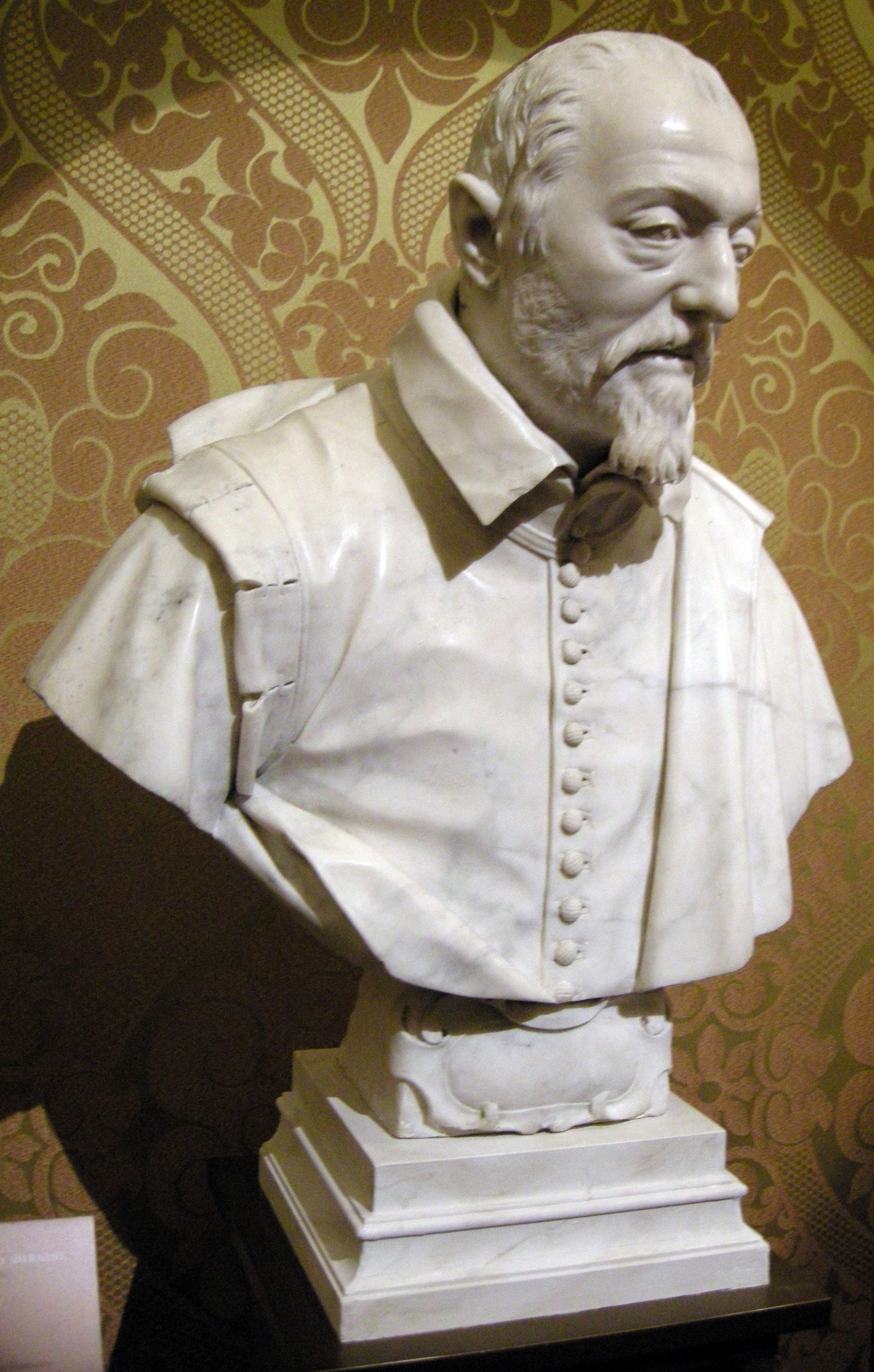
Погруддя Антоніо Сеппареллі, 1622, Сан Джованні деї Фіорентіні, Рим
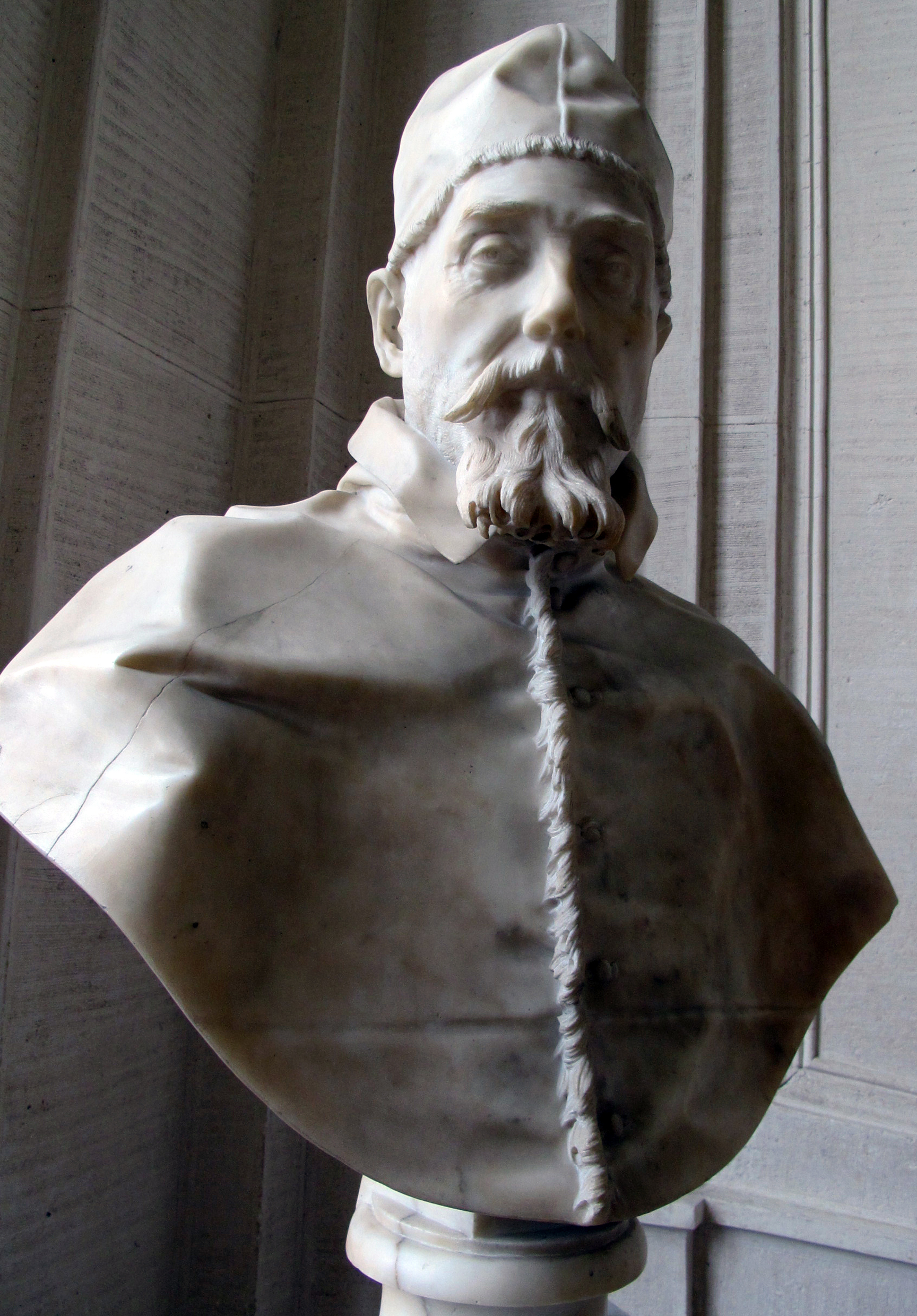
«Погруддя папи Урбана VIII», 1632-1633, Палаццо Барберіні, Рим
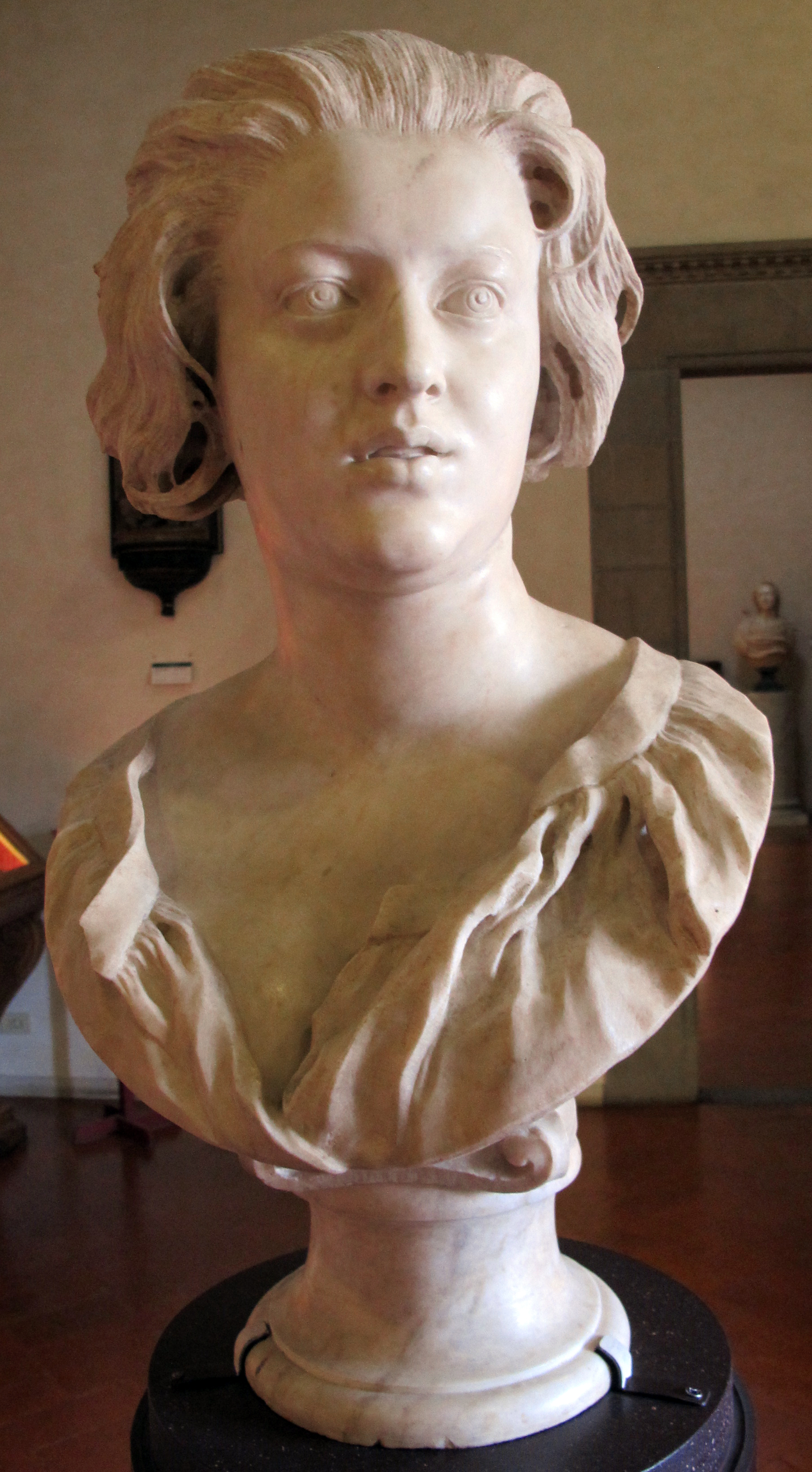
«Погруддя Констанци Бонучеллі», 1637-1638, Національний музей Барджелло, Флоренція
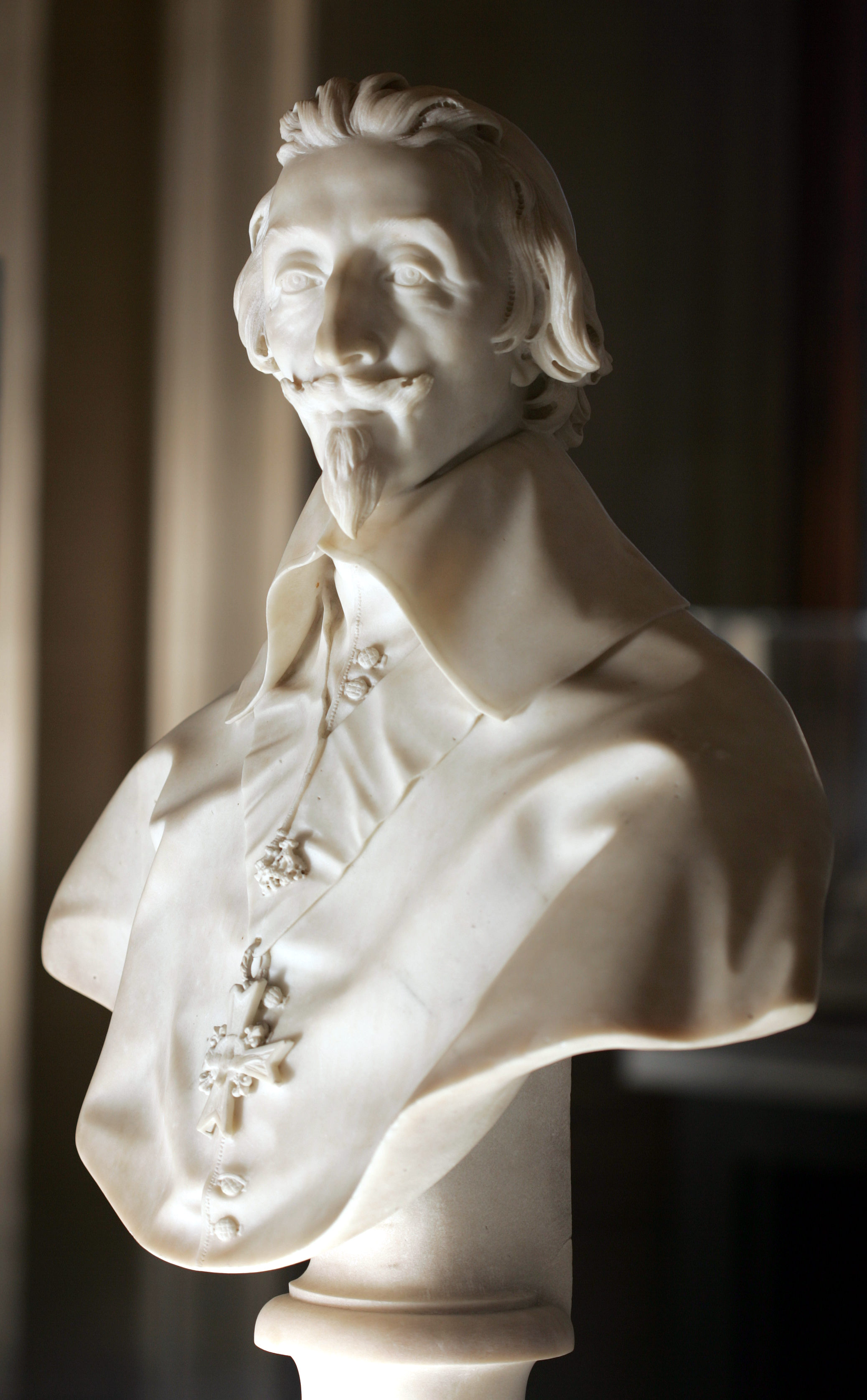
«Погруддя кардинала Рішельє», 1641, Лувр, Париж
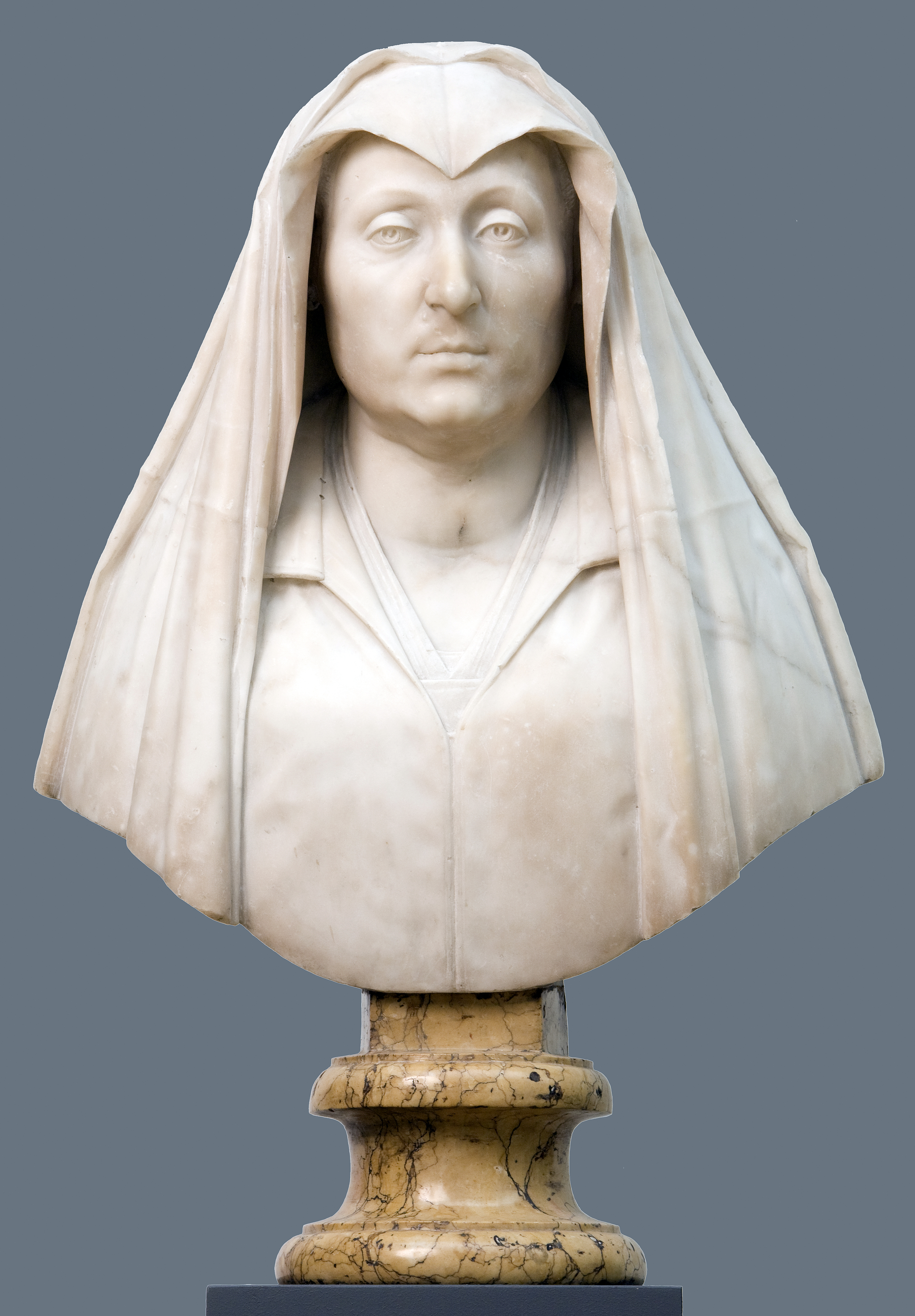
«Камілла Барбадорі», мати папи римського Урбана VIII, Державний музей мистецтв, Копенгаген
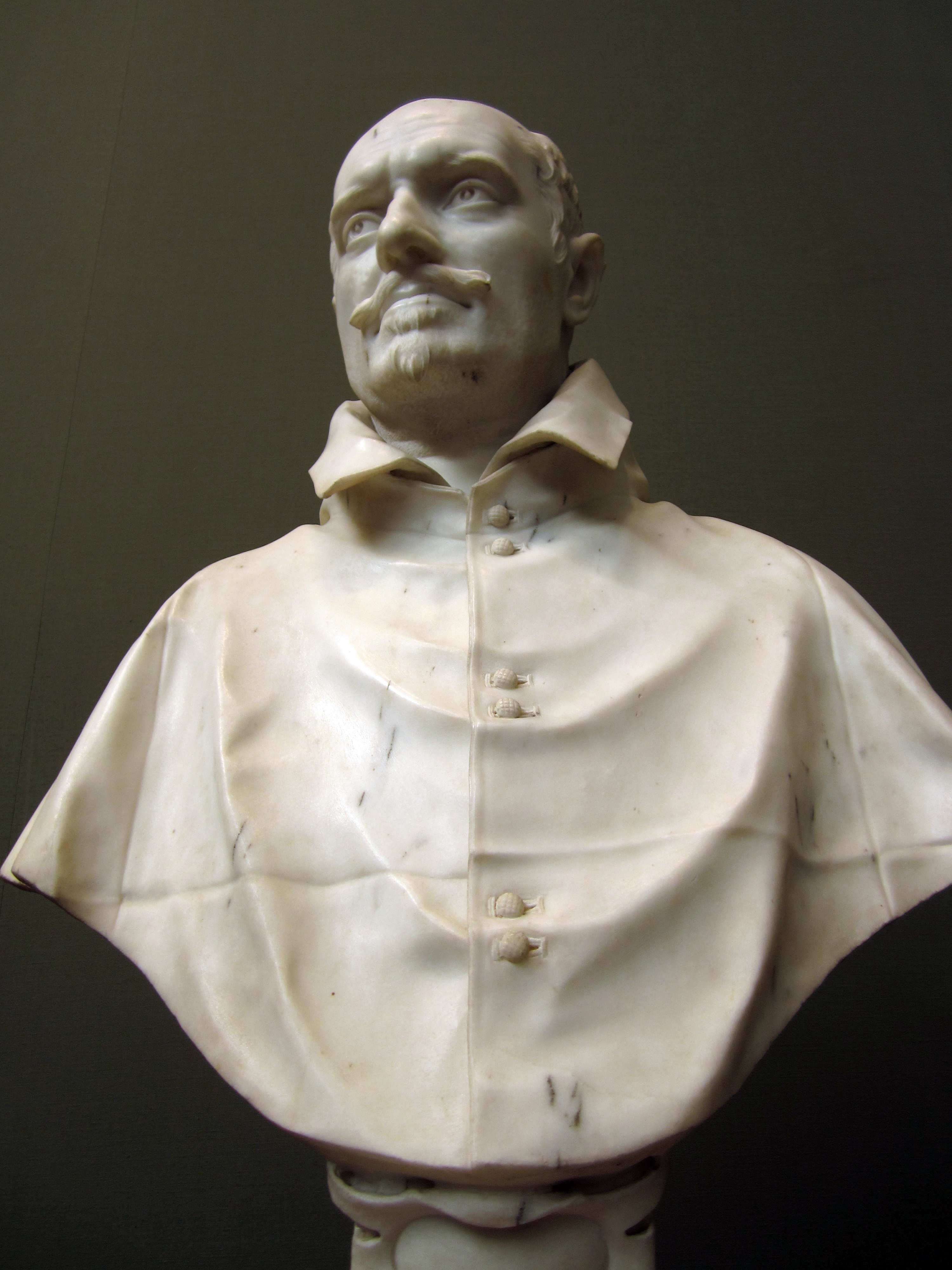
«Кардинал Монтальто», Кунстхалле, Гамбург, Німеччина
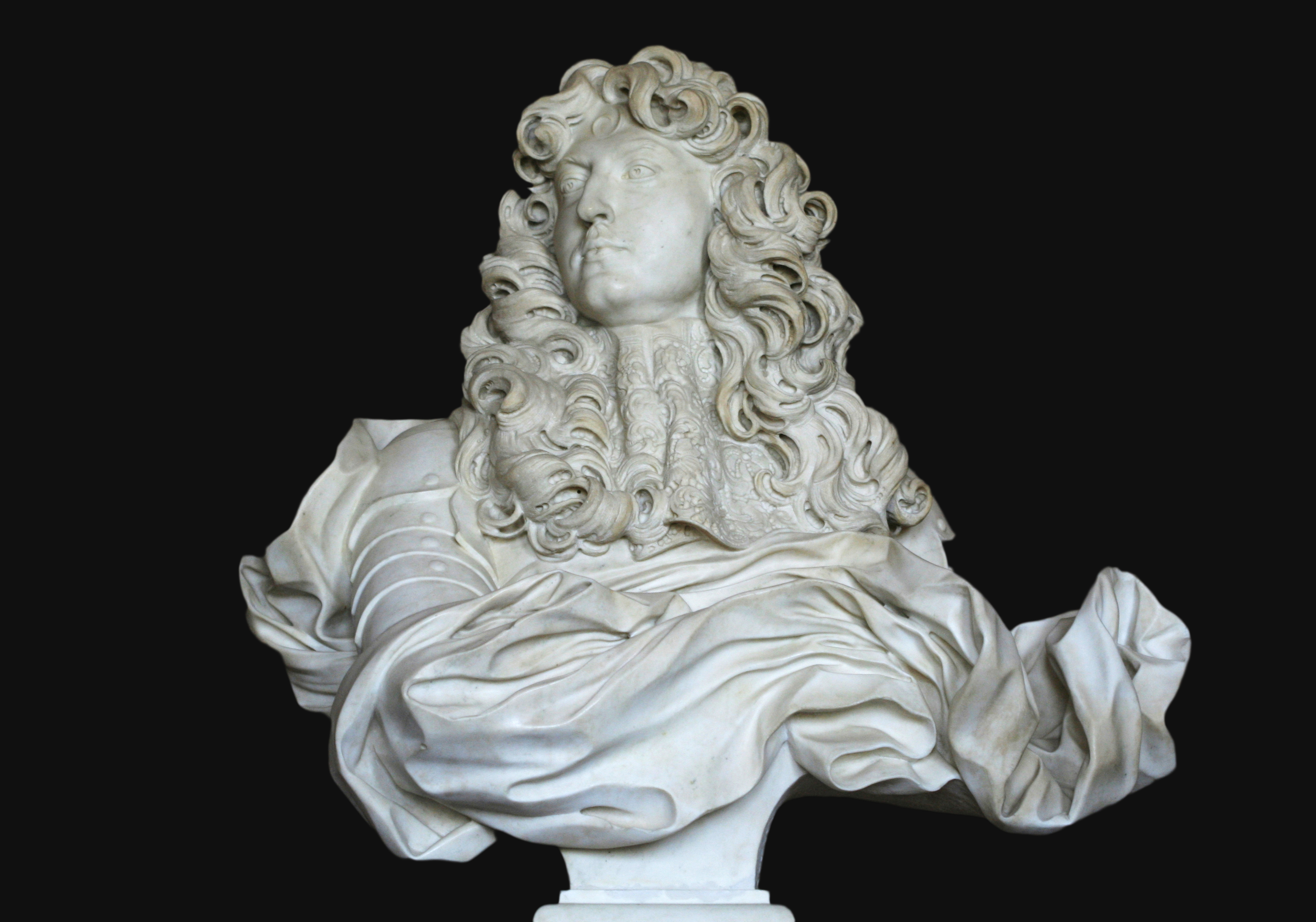
Погруддя короля Людовіка XIV, 1665, Версаль

## Твори Берніні в музеях світу
- Версаль, Франція
- Ермітаж, Петербург (моделі з теракоти)
- Національна галерея мистецтва, Вашінгтон, США
- Галерея Боргезе, Рим
- Музей д'Есте, Модена
- Музей Вікторії й Альберта, Лондон.